# Pagano-Nunatak
Der Pagano-Nunatak ist ein markanter, spitzer, isolierter und 1830 m hoher Nunatak im westantarktischen Ellsworthland. Er ragt 13 km östlich der Hart Hills und 130 km nordnordöstlich des Ford-Massivs auf.
Der US-amerikanische Geologe Edward C. Thiel kartierte ihn grob im Verlauf eines Erkundungsflugs am 13. Dezember 1959 entlang des 88. westlichen Längengrads. Das Advisory Committee on Antarctic Names benannte ihn 1962 nach Chief Warrant Officer Gerald Pagano (1913–1981) von der United States Army, der dem Planungs- und Kommandostab der Unterstützungseinheiten der United States Navy in Antarktika von 1960 bis 1965 angehörte.